# Murmur
Murmur es el álbum debut de estudio de la banda estadounidense de rock alternativo R.E.M., lanzado el 12 de abril de 1983 por I.R.S. Records. Murmur atrajo elogios de la crítica tras su lanzamiento por su sonido inusual, definido por las letras crípticas del cantante principal Michael Stipe, el estilo de guitarra tintineante del guitarrista Peter Buck y las líneas de bajo melódicas del bajista Mike Mills.

## Historia
Lanzado en abril de 1983, Murmur fue precedido por el EP Chronic Town, del año anterior. El sonido de Murmur caracterizó el callado e introvertido lado de la primera ola de rock alternativo de Estados Unidos. Murmur recibió elogios de la crítica por su sonido inusual, definido por la letra críptica del vocalista Michael Stipe, el estilo de guitarra "jangly" del guitarrista Peter Buck y las líneas de bajo melódico del bajista Mike Mills.

## Lista de canciones
Todas las canciones fueron escritas por Bill Berry, Peter Buck, Mike Mills y Michael Stipe.
Cara A
1. "Radio Free Europe" - 4:06
2. "Pilgrimage" - 4:30
3. "Laughing" – 3:57
4. "Talk About The Passion" – 3:23
5. "Moral Kiosk" – 3:31
6. "Perfect Circle" – 3:29

Cara B
1. "Catapult" – 3:55
2. "Sitting Still" – 3:17
3. "9-9" – 3:03
4. "Shaking Through" – 4:30 , incluye un breve instrumental sin título al final de la canción.
5. "We Walk" – 3:02
6. "West of the Fields" – 3:17

## Reedición
El disco se ha reeditado varias veces. 
- En 1992, I.R.S. lo lanzó en CD bajo la línea "The IRS Years Vintage" con cuatro temas extras en directo.
- En 2008, A&M, aprovechando el 25 aniversario de su publicación, lo presentó en un formato doble remasterizado con un CD extra donde se podía encontrar el concierto que el grupo dio el 9 de julio de 1983 en Toronto.